# Il marxismo e la questione nazionale
Il marxismo e la questione nazionale (in russo Марксизм и национальный вопрос?, Marksism i nazional'nyj vopros), opera teorica di Iosif Stalin, scritta a Vienna e pubblicata nel 1913. Dopo gli articoli e i discorsi di Vladimir Lenin, l'articolo di Stalin è stata la prima opera bolscevica nel movimento operaio russo, in cui sono state prese in considerazione e confutate le argomentazioni dei sostenitori dell'autonomia culturale-nazionale" dall'austromarxismo. L'opera divenne famosa tra i marxisti russi, da quel momento Stalin fu considerato uno specialista teoretico dei problemi nazionali.

## Contenuto
Stalin inizia descrivendo la controrivoluzione che ha dato origine a un'ondata di nazionalismo sia dall'alto che dal basso. In particolare nomina sionismo tra gli ebrei, sciovinismo in Polonia, panislamismo tra i tartari, nazionalismo di armeni, georgiani ed ucraini. Stalin invita la socialdemocrazia a respingere il nazionalismo opponendosi ad esso con l'arma collaudata dell'internazionalismo. Criticamente, valuta i nuovi requisiti del Bund per la celebrazione del Sabbath e il riconoscimento del gergo.
Stalin definisce una nazione come una comunità di persone storicamente stabilita e stabile, sorta sulla base di una lingua, un territorio, una vita economica e una struttura mentale comuni. Allo stesso tempo, la comunità statale non è identica alla comunità nazionale. Ad esempio, la nazione era assente nel grande stato di Ciro II o in Austria.
I criteri essenziali di una nazione sono i seguenti:
1. "Comunità linguistica" – i cechi mantengono la loro identità in Austria-Ungheria grazie a una lingua separata;
2. "Comunità territoriale" – I nordamericani parlano la stessa lingua con gli inglesi, ma territorialmente non formano un'unica nazione con loro;
3. "Comunità della vita economica" – fino al XIX secolo, i georgiani vivevano in diversi principati economicamente isolati sullo stesso territorio e non formavano una singola nazione;
4. "Comunità nazionale" – gli irlandesi parlano la stessa lingua degli inglesi, abitano lo stesso territorio e vivono una vita economica comune, ma hanno un "particolare magazzino mentale".

Sulla base di questi criteri, Stalin riteneva che gli ebrei russi, galiziani, statunitensi, georgiani e di montagna non formassero un'unica nazione, poiché li collegavano solo la religione, un'origine comune e resti di carattere nazionale. Su questo tema discute con Otto Bauer, accusandolo di spiritualismo. Le nazioni europee (britannici, francesi, italiani, tedeschi), secondo Stalin, hanno preso forma nell'era del capitalismo, che ha sostituito la frammentazione feudale.
Nell'Europa orientale gli stati-nazione non prendevano forma: qui apparivano nuclei di nazionalità negli stati internazionali: tedeschi, magiari e grandi russi. Tuttavia, il capitalismo risveglia alla vita le nazioni estromesse (croati, polacchi, lettoni, lituani), che provoca la lotta della piccola borghesia della nazione oppressa contro la grande borghesia della nazione dominante. Allo stesso tempo, Stalin crede che il proletariato non abbia bisogno di stare sotto la bandiera della borghesia, poiché la lotta nazionale è in grado di scendere a stragi e pogrom. Tuttavia, i lavoratori devono combattere contro la politica di oppressione delle nazioni. L'immunità contro la lotta nazionale è democratizzazione, sull'esempio della Svizzera. Riconoscendo il diritto delle nazioni all'autodeterminazione, Stalin credeva che i tartari transcaucasici non dovessero essere separati dalla Russia. Critica anche l'idea degli austromarxisti sull'autonomia nazionale, coltivando la conservazione delle caratteristiche nazionali (come l'autoflagellazione nella festa di Ashura per i tartari transcaucasici) e un tentativo di tornare indietro la ruota della storia. Allo stesso modo, Stalin ha criticato l'idea bundista di autonomia nazionale per gli ebrei: considerava l'assimilazione degli ebrei un processo oggettivo. Nel Caucaso, Stalin ha notato tutta una serie di popoli con una cultura primitiva (Abcasi, agiari, ingiloi, ingusci, lezgini, mingreli, svani), per i quali è difficile soddisfare la richiesta di autonomia nazionale. Li ha esortati a uscire dal guscio del meschino isolamento nazionale e arrivare ai più alti livelli di cultura. Stalin vedeva la soluzione della questione nazionale nella autonomia regionale per unità determinate, come il Caucaso, la Lituania, la Polonia, l'Ucraina, ecc., dove si sarebbe attuata la democratizzazione e sarebbero stati rispettati i diritti all'uso della lingua madre.

## Giudizi
Secondo il Partito Comunista di Grecia, quest'opera di Stalin è uno dei più importanti libri marxisti sull'argomento nazionale e marxista.

## Critiche
Nel 1966, lo storico, filosofo ed etnologo sovietico e russo J.I. Semënov, nell'articolo "Dalla storia dello sviluppo teorico della questione nazionale di Vladimir Il'ič Lenin", pubblicato sulla rivistaPopoli dell'Asia e dell'Africa, ha criticato quest'opera di Iosif Vissarionovič Stalin, mostrando che non è un'opera teorica, ma uno dei tanti opuscoli popolari pubblicati in quegli anni; non c'è un solo pensiero originale in esso; nella famosa definizione staliniana di nazione in quattro elementi, i primi tre tratti sono presi in prestito da Kautsky e il quarto da Otto Bauer; questa definizione è teoricamente del tutto insostenibile; parte del testo nell'opera di Stalin è un plagio tratto dalle opere di Karl Kautsky e Otto Bauer; Il lavoro contiene molte grossolane imprecisioni ed errori di fatto. Qualche tempo dopo la sua pubblicazione, Semënov apprese che la direzione del Dipartimento di Scienze del Comitato Centrale del PCUS aveva avanzato una proposta per l'inclusione obbligatoria di quest'opera di Stalin "nei curricula dei corsi di filosofia, comunismo scientifico e storia della festa." Tuttavia, "con grande difficoltà, gli oppositori di questa proposta sono comunque riusciti a fallire" e, secondo Semyonov, "il loro argomento importante era il riferimento al mio articolo, in cui, come hanno sottolineato, il lavoro di Stalin è stato completamente smentito".